# یلو پاین (آلاباما)
یلو پاین (به انگلیسی: Yellow Pine) یک منطقهٔ مسکونی در ایالات متحده آمریکا است که در آلاباما واقع شده‌است. یلو پاین ۷۲٫۸۵ متر بالاتر از سطح دریا واقع شده‌است.